# Eria leucantha
Eria leucantha är en orkidéart som beskrevs av Henry Nicholas Ridley. Eria leucantha ingår i släktet Eria och familjen orkidéer. Inga underarter finns listade i Catalogue of Life.